# 薩揚區
11°08′05″S 77°11′32″W / 11.1348°S 77.1922°W
薩揚區（西班牙語：Distrito de Sayán），是秘魯的一個區，位於該國中南部利馬大區的瓦烏拉省，面積1,310.8平方公里，海拔高度685米，2005年人口20,480，人口密度每平方公里16人。